# Red Dean
Red Dean, un nombre del código Arcoíris, fue un gran misil aire-aire desarrollado para la Real Fuerza Aérea durante la década de 1950. Originalmente planeado para utilizar un buscador de radar activo para ofrecer un rendimiento en todos los aspectos y verdaderos enfrentamientos de "dispara y olvida", la electrónica basada en válvulas exigía un misil de tamaño prodigioso.
Folland Aircraft ganó el contrato de desarrollo en febrero de 1950 para armar al Gloster Meteor, con un peso estimado de aproximadamente 270 kg. Después de algunos avances iniciales, el ingeniero jefe Teddy Petter pareció no estar interesado en seguir con el diseño y el contrato se canceló en noviembre de 1951. En julio de 1952 fue recogido por Vickers, que ya había experimentado con varios misiles de gran tamaño. Su diseño era demasiado grande para el Meteor, por lo que fue diseñado para el emergente Gloster Javelin.
Los problemas con el buscador de banda X de la General Electric Company (GEC) hicieron que el misil tuviera que ser agrandado varias veces, hasta alcanzar un peso masivo de 600 kg, lo que lo hacía demasiado pesado para el Javelin. El arma fue entonces seleccionada para armar el futuro Thin-Wing Javelin. Los continuos problemas llevaron a Vickers a rediseñarlo por completo, abandonando el buscador GEC en favor de un sistema de localización por radar semiactivo más simple. Esto redujo el peso a 320 kg y finalmente a 180 kg con la transistorización.
Cuando la inteligencia británica tuvo conocimiento de los nuevos bombarderos supersónicos soviéticos, el modelo Thin-Wing Javelin fue cancelado en 1956 en favor del Requisito Operacional F.155. Al no adaptarse a estos diseños, el Red Dean fue cancelado en junio. Una nueva arma dedicada a esta función comenzó a fabricarse en 1955 con el nombre de Red Hebe. También desarrollado por Vickers, el Red Hebe sufrió el mismo crecimiento en peso y tamaño y finalmente fue cancelado en 1957, junto con el F.155.

## Historia

### Red Hawk
A finales de la Segunda Guerra Mundial, cada una de las fuerzas británicas tenía en marcha programas de desarrollo de misiles. Entre ellos se encontraba el Requisito Operacional 1056 del Estado Mayor del Aire de enero de 1945 por un misil aire-aire destinado a ser utilizado como arma antibombardero. El OR.1056 exigía un arma capaz de atacar desde cualquier ángulo utilizando radar o guía infrarroja; la versión de radar utilizaba las señales del radar AI Mk.IX instalado en ese momento. A este proyecto se le asignó el código Arcoíris "Red Hawk" del Ministerio de Suministros (MoS).
En 1947, todos los proyectos de misiles sufrían de falta de financiación y de mano de obra, ya que muchos de ellos recurrían al mismo grupo de talentos. El Ministerio de Suministros decidió racionalizar el desarrollo centralizándolo en el Royal Aircraft Establishment (RAE). Después de mucho debate, el MoS eligió cuatro programas para continuar: el misil tierra-aire Seaslug de la Marina Real, un diseño similar para la Real Fuerza Aérea y el Ejército británico, la bomba antibuque guiada por televisión Blue Boar de la Armada, y el Red Hawk.
Entre las primeras propuestas para el diseño del Red Hawk se encontraba una de Gloster Aircraft, recibida en octubre de 1947. Se trataba de un misil de gran tamaño con forma de avión, similar a un caza de ala en flecha muy pequeño. Para que el buscador pudiera captar la señal del radar del caza, el misil tendría que descender por debajo del avión en un trapecio antes del lanzamiento. El RAE no se impresionó y desarrolló su propio diseño preferido, que consistía en un "dardo" sin motor y con forma de bala que se lanzaba hasta alcanzar la velocidad deseada mediante motores de cohete de combustible sólido.
Estudios continuos demostraron que el sistema Red Hawk simplemente superaba la tecnología más avanzada. Para un ataque frontal, las aeronaves se aproximarían mientras el misil volaba. Para que el arma pueda ser lanzada desde una distancia suficiente para mantener al caza fuera del fuego del bombardero durante el vuelo del misil, la energía de radio necesaria para el seguimiento demandaría un radar muy potente o una antena muy grande para enfocarla lo suficiente. Ninguna de estas dos opciones parecía práctica a corto plazo.
En agosto de 1948, el Ministerio del Aire publicó una especificación más simple por un arma capaz de realizar aproximaciones en persecución por cola contra bombarderos de propulsión a hélice como el Túpolev Tu-4. Esta especificación diluida recibió el apodo de "Pink Hawk". Finalmente, este modelo fue otorgado a Fairey Aviation bajo el código Arcoíris oficial "Blue Sky" y surgió como el Fireflash.

### El Red Dean emerge
Aunque el Pink Hawk finalmente logró construir una versión reducida del Red Hawk, el requisito original de todo-aspecto quedó sin cubrir. A principios de 1951, el RAE y el Ministerio del Aire consideraron que la tecnología había progresado lo suficiente como para retomar el desarrollo del Red Hawk. Este fue lanzado como el Target 1056 conjunto del Estado Mayor Naval/Aéreo, que tenía la doble función de arma de un caza y de arma de autodefensa de bombarderos.
El 18 de junio de 1951, el capitán de grupo Scragg concluyó que el Red Hawk no estaría disponible durante algún tiempo y sugirió que se lo reorientara como un arma para un caza pura. Esto condujo al Requisito Operacional 1105, al que se le dio el nombre de "Red Dean". Este avión estaba destinado a ser utilizado por cazas biplaza, en particular el F.153 Thin-Wing Javelin que estaba entonces en desarrollo, pero también el De Havilland Sea Vixen y el monoplaza Supermarine Swift. Aunque no se mencionara específicamente, las ilustraciones de esta época también muestran el misil montado en el Gloster Meteor.
El RO exigía un misil que pudiera ser transportado en parejas por cualquier avión de 4500 kg y más, sin afectar gravemente su rendimiento. Los objetivos principales eran bombarderos y cazabombarderos que volaban a Mach 0,95 y a altitudes máximas de hasta 60 000 pies. Los cazas eran objetivos adecuados, si era posible, pero sólo si eso no retrasaba el programa. Tenía que ser capaz de atacar desde cualquier dirección, utilizando un buscador de radar activo para que el caza no tuviera que continuar la aproximación después del lanzamiento. Debía tener una probabilidad de derribo contra un bombardero de al menos el 50 %.

### Folland abandona
El contrato para el Red Dean fue ganado inicialmente por Folland Aircraft, en gran medida sobre la base de la licitación de contrato de Teddy Petter de mediados de 1951. Petter tuvo una racha de éxitos en English Electric Aviation, incluyendo el Canberra y el Lightning, pero se trasladó a Folland en febrero de 1950 para desarrollar un caza pequeño y de bajo coste, que se convirtió en el Folland Gnat.
Folland ya estaba involucrado en el desarrollo de misiles con el RAE en el vehículo de pruebas RTV.2, que comenzó a sufrir retrasos y sobrecostes. Al mismo tiempo, el buscador de EKCO comenzó a crecer en peso. Aunque el programa había progresado hasta el punto de instalar misiles simulados en el Meteor para realizar pruebas de transporte, Petter aparentemente perdió interés en el proyecto y escribió alRAE que creía que Folland no era la compañía adecuada para desarrollar el misil. El Estado Mayor del Aire canceló el contrato en noviembre de 1951.
Durante este período, el RAE también fue creciendo en preocupación por el alcance de los misiles que utilizaban cohetes de combustible sólido. A partir de 1953 se consideraron una serie de diseños que utilizaban energía estatorreactora. Una ventaja era que los motores de los misiles podían usarse para dar empuje adicional a la aeronave durante el despegue o la carrera a alta velocidad y luego recargarse con combustible de los depósitos de combustible del caza. Desafortunadamente, descubrieron que cuando el arma debía ser lanzada subsónicamente, se requeriría de un pequeño cohete para alcanzar la velocidad de ignición del estatorreactor de Mach 1,3, agregando 23 kg al diseño. Se tomó la decisión de continuar con un cohete puro.

### Vickers toma el control
En julio de 1952, se le solicitó a Vickers que proporcionara estudios de diseño para el requerimiento del Red Dean. Recibieron un contrato de desarrollo en marzo de 1953. En ese momento, el diseño debía pesar 270 kg y sería propulsado por cuatro motores Buzzard del Establecimiento de Investigación y Fabricación de Propelentes y Explosivos. Inicialmente se pretendía armar a las versiones de caza nocturna del Meteor, pero la distancia al suelo no era lo suficientemente grande, por lo que se cambió a dos nuevos cazas nocturnos dedicados que entonces estaban en desarrollo, que se convirtieron en el Gloster Javelin y el De Havilland Sea Venom. Estos trabajos iniciales condujeron a un requerimiento oficial en junio de 1955, conocido por el Ministerio del Aire como OR.1105 y por el Almirantazgo como AW.281, por un "sistema de armas de ataque con radar activo de localización por radar y todo aspecto que opere con tácticas de curso de colisión".
El radar de guía de banda X de la General Electric Company (GEC) pronto comenzó a tener problemas, lo que retrasó la posible fecha de puesta en servicio. Esto llevó a que se lo redireccionara una vez más, esta vez hacia el F.153 Thin-Wing Javelin que estaba entonces en diseño. Las pruebas de lanzamiento desde tierra comenzaron con modelos a escala del 40 % conocidos como WTV.1 para probar el sistema de guía, propulsados desde tierra utilizando tres grandes motores cohete Demon. Esto condujo al WTV.2 de tamaño real, también lanzado desde tierra, que incluía una extensa telemetría. En ese momento, el diseño había crecido varias veces y ahora tenía 4,9 m de largo y pesaba unos enormes 600 kg. Parte de esto se debió al aumento en 45 kg de la ojiva, que era necesario debido a la baja precisión del buscador. Este aumento de tamaño y peso exigió un cambio en el motor cohete, a un Falcon de 62 kN (14 000 lbf). A pesar del motor más grande, la autonomía era muy corta, de 7,4 km.

### Pruebas
Para las pruebas aéreas, el Canberra WD956 fue entregado en el aeródromo de Wisley, cerca de la planta de Vickers, el 8 de agosto de 1951. Luego fue enviado a RAF Hurn para equiparlo con rieles de lanzamiento. Regresó a Wisely y realizó su primer vuelo de pruebas con misiles WTV.2 sin motor en octubre de 1953, y pruebas de continuidad en mayo de 1954 para probar el sistema de lanzamiento. Un segundo avión, el WD942, fue modificado de manera similar y enviado a Woomera en espera de los misiles. Mientras tanto, para probar los efectos del motor del cohete en el ala del avión, se construyó un banco de pruebas que consistía en una sección de un ala de Canberra montada en un sistema de estructura en A que podía rotarse para cambiar el ángulo de ataque simulado.
Las pruebas "reales" comenzaron en junio de 1954 con diseños semicompletos, el WRV.4C que contenía el buscador y el WTV.4E con la espoleta de proximidad propuesta. En el primer vuelo de pruebas en vivo, se observó que el pasador que sujetaba el misil al riel era demasiado fuerte; cuando el motor del misil se encendió, su empuje fue suficiente, incluso brevemente, para hacer que el avión se guiñara significativamente. En el segundo vuelo, el pasador se instaló incorrectamente y no cizalló en absoluto. La guiñada resultante hizo que el avión volcara sobre su parte trasera antes de que el misil finalmente se liberara y la aeronave perdiera casi 20 000 pies de altitud mientras se recuperaba. Se produjo un retraso mientras se desarrollaba un nuevo sistema de enganche. Se produjo otro retraso después de que el avión se saliera de la pista debido a un fallo en los frenos el 21 de septiembre de 1955, y sus funciones fueron asumidas por el WD942, que regresó al Reino Unido el 28 de septiembre.

### Cancelación
Las quejas sobre el tamaño y el peso del sistema fueron constantes, especialmente dirigidas a GEC, cuyo buscador era más pesado que sus homólogos de la Segunda Guerra Mundial. Vickers finalmente decidió iniciar un rediseño completo, abandonando el buscador de GEC en favor de un sistema semiactivo. Esto condujo a un nuevo diseño a finales de 1955 o principios de 1956 de "sólo" 320 kg, pero luego otras simplificaciones redujeron este peso a unos ágiles 180 kg.
Por esa época, los servicios de inteligencia británicos tuvieron conocimiento del nuevo Myasishchev M-52, que volaba a una velocidad de aproximadamente Mach 1,2 y tenía una velocidad de aceleración de aproximadamente Mach 1,5. El Thin-Wing Javelin tendría dificultades significativas para competir contra este avión y el Ministerio del Aire puso toda su atención en los diseños supersónicos más nuevos que se estaban desarrollando como parte del Requisito Operacional F.155.
El Red Dean había sido diseñado para ser lanzado desde cazas subsónicos y volaría a velocidades supersónicas sólo durante unos segundos. En el F.155, volarían continuamente a velocidades supersónicas y la estructura no podría soportar el calentamiento aerodinámico resultante. Para esta nueva función, Vickers propuso lo que el ingeniero Ralph Hooper describió como «un desarrollo del Red Dean, sólo del mismo modo que el P.1103 es un desarrollo del Hunter». Este nuevo proyecto recibió el nombre de «Red Hebe».
Como resultado de estos cambios en la misión y la cancelación del Thin-Wing Javelin que lo habría transportado, el Red Dean fue cancelado en junio de 1956.

## Descripción
La versión original de Folland estaba pensada para que fuera transportada una unidad en cada punta alar del Meteor. Tenía 4,75 m de largo y 330 mm de diámetro. El motor del cohete estaba centrado en el fuselaje cilíndrico y salía a través de una boquilla en el extremo trasero, dentro de una sección de cola de barco de cono parcial. La parte delantera del misil tenía un cono frontal cónico similar.
El control se realizaba a través de cuatro grandes alas rectangulares dispuestas cerca del centro del fuselaje y cuatro pequeñas aletas de control rectangulares justo por delante del cono de cola. Las alas tenían una envergadura de 1,35 m y la cola, de 1,12 m. Durante el desarrollo se cambió el diseño de los controles, agregando un filete triangular al frente de las alas principales y extendiendo los controles de la cola a 1,42 m, y añadiendo lo que en el Reino Unido se denomina "puntas de Mach", pero que hoy en día se conoce más ampliamente como un delta recortado, destinado a mantener la sección trasera de los controles fuera de las ondas de choque generadas por su borde de ataque.
El diseño inicial en Vickers era similar, pero recortado al eliminar una sección del fuselaje trasero para reducir la longitud a 4,39 m y haciendo que tanto las alas como las aletas tuvieran 1,2 m de ancho. El cambio más notable fue extender la sección de cola de barco hacia adelante, hasta un punto justo detrás de las alas. Los primeros misiles a escala real, de la serie WTV.2, presentaban un cono frontal hemisférico que reducía la longitud total a 4,3 m, y alas y aletas ligeramente más pequeñas de 1,07 m de envergadura. Se eliminó la sección larga de cola de barco, volviendo a un diseño más similar a las versiones finales de Folland.
Las versiones finales del prototipo, comenzando con el WTV.4, se ampliaron en longitud hasta los 4,6 m y presentaba nuevas alas y aletas con bordes de ataque aflechados y bordes de salida con flecha invertida. Este diseño se mantuvo en gran medida para el modelo de preproducción final, el WTV.5, al que se le agregó un cono frontal ojival extendido que aumentó la longitud a 4,9 m y remodeló las aletas para agregar puntas de Mach.
Internamente el diseño era algo complejo. El motor cohete fue dispuesto cerca del centro del fuselaje, alineado con las alas para minimizar los cambios en el centro de gravedad a medida que el motor quemaba. La ojiva estaba justo delante del motor, aproximadamente en el punto medio del fuselaje. Para evitar que se sobrecalentara mientras el cohete funcionaba, se introducía aire a través del fuselaje alrededor de la carcasa de la ojiva.
La energía para la electrónica y las aletas de control era suministrada por un turboalternador De Havilland relativamente grande ubicado delante de la ojiva, alimentado por aire comprimido en una serie de pequeñas botellas dispuestas alrededor del tubo de escape del cohete. El aire se conducía hacia delante y la electricidad hacia atrás a través de canales situados bajo las alas. El buscador y la espoleta estaban en el morro.
Como se consideró que las vibraciones del motor del cohete producirían demasiado ruido mecánico en el sistema de radar, el cohete fue diseñado para tener un tiempo de combustión corto de sólo dos segundos para minimizar el tiempo antes de que el sistema de control pudiera activarse. Durante las pruebas, se descubrió que el problema no era tan grave como se esperaba. Esto condujo a modificaciones del piloto automático para permitirle controlar durante todo el vuelo, con un acelerómetro que indicaba el final del disparo del cohete y luego reducía la potencia de control para evitar ralentizar el misil durante la fase de planeo mediante la aplicación de grandes acciones de control.

## Aeronaves relacionadas

### Secuencias de designación
- Secuencia Numérica (interna de Vickers): ← 860 - 870 - 877 - 888 - 889 - 891 - 894 →